# Деев, Алексей Евгеньевич
Алексей Евгеньевич Деев (род. 29 декабря 1973, Новосибирск) — советский и российский хоккеист, нападающий.

## Биография
Сын хоккеиста Евгения Деева, воспитанник новосибирской «Сибири», в составе которой начинал играть в сезонах 1989/90 — 1990/91 первой лиги. В сезоне 1991/92 провёл за омский «Авангард» четыре матча в высшей лиге и 20 — в переходном турнире. Сезон 1992/93 провёл в томском «Кедре». Следующий сезон начал в «Сибири», но по инициативе друга отца Евгения Мишакова уехал в США, где в течение восьми лет играл в командах низших лиг «Хантингтон Близзард», «Шарлотт Чекерс», «Уинстон-Сейлем Маммот», «Мейкон Вупи», «Уинстон-Сейлем Айсхокс», «Адирондак Айсхокс», «Такома Сейберкэтс».
Из-за болезни отца вернулся в Россию, выступал за клубы «Сибирь» (2001/02 — 2002/03), «Салават Юлаев» (2002/03 — 2003/04), «Химик» Воскресенск (2004/05), ХК МВД (2005), «Амур» (2005/06), «Дмитров» (2006/07), «Автомобилист» Екатеринбург (2007/08), «Сокол» Киев (Украина, 2007/08), «Капитан» Ступино (2008/09).
Директор детской школы по хоккею ЦСКА. С декабря 2024 года — спортивный директор команды МХЛ «Академия Михайлова».
Сын Евгений (род. 2004) — хоккеист.